# العلاقات السنغالية الزامبية
العلاقات السنغالية الزامبية هي العلاقات الثنائية التي تجمع بين السنغال وزامبيا.

## مقارنة بين البلدين
هذه مقارنة عامة ومرجعية للدولتين:
| وجه المقارنة                                              | السنغال                                              | زامبيا                         |
| --------------------------------------------------------- | ---------------------------------------------------- | ------------------------------ |
| المساحة (كم2)                                             | 196.72 ألف                                           | 752.62 ألف                     |
| عدد السكان (نسمة)                                         | 15.85 مليون                                          | 17.09 مليون                    |
| الكثافة السكانية (ن./كم²)                                 | 80.57                                                | 22.71                          |
| العاصمة                                                   | داكار                                                | لوساكا                         |
| اللغة الرسمية                                             | لغة فرنسية، اللغة الولوفية، باديارا ‏، اللغة البلنتية | لغة إنجليزية                   |
| العملة                                                    | فرنك غرب أفريقي                                      | كواشا زامبي، كواشا زامبي قديم ‏ |
| الناتج المحلي الإجمالي (بليون دولار)                      | 16.37 مليار                                          | 25.81 مليار                    |
| الناتج المحلي الإجمالي (تعادل القوة الشرائية) بليون دولار | 36.62 مليار                                          | 62.18 مليار                    |
| الناتج المحلي الإجمالي الاسمي للفرد دولار أمريكي          | 899                                                  | 1.30 ألف                       |
| الناتج المحلي الإجمالي للفرد دولار أمريكي                 | 2.33 ألف                                             | 3.90 ألف                       |
| مؤشر التنمية البشرية                                      | 0.466                                                | 0.586                          |
| رمز المكالمات الدولي                                      | +221                                                 | +260                           |
| رمز الإنترنت                                              | .sn                                                  | .zm                            |
| المنطقة الزمنية                                           | 00                                                   | ت ع م+02:00                    |

## منظمات دولية مشتركة
يشترك البلدان في عضوية مجموعة من المنظمات الدولية، منها:
| علم المنظمة | اسم المنظمة                                                | تاريخ انضمام السنغال | تاريخ انضمام زامبيا |
| ----------- | ---------------------------------------------------------- | -------------------- | ------------------- |
|             | الاتحاد البريدي العالمي                                    | ?                    | ?                   |
|             | يونسكو                                                     | 10 نوفمبر 1960       | 9 نوفمبر 1964       |
|             | البنك الدولي للإنشاء والتعمير                              | 31 أغسطس 1962        | 23 سبتمبر 1965      |
|             | البنك الإفريقي للتنمية                                     | ?                    | ?                   |
|             | منظمة الشرطة الجنائية الدولية                              | ?                    | ?                   |
|             | الأمم المتحدة                                              | 28 سبتمبر 1960       | 1 ديسمبر 1964       |
|             | الاتحاد الأفريقي                                           | ?                    | ?                   |
|             | مجموعة دول أفريقيا والكاريبي والمحيط الهادئ                | ?                    | ?                   |
|             | مؤسسة التنمية الدولية                                      | 31 أغسطس 1962        | 23 سبتمبر 1965      |
|             | العملية المشتركة للاتحاد الأفريقي والأمم المتحدة في دارفور | ?                    | ?                   |
|             | منظمة التجارة العالمية                                     | ?                    | ?                   |
|             | وكالة ضمان الاستثمار متعدد الأطراف                         | 12 أبريل 1988        | 6 يونيو 1988        |
|             | الاتحاد الدولي للاتصالات                                   | 15 نوفمبر 1960       | 23 أغسطس 1965       |
|             | مؤسسة التمويل الدولية                                      | 31 أغسطس 1962        | 23 سبتمبر 1965      |
|             | منظمة حظر الأسلحة الكيميائية                               | ?                    | ?                   |
|             | المركز الدولي لتسوية المنازعات الاستشارية                  | 21 مايو 1967         | 17 يوليو 1970       |

## وصلات خارجية
- موقع وزارة الخارجية السنغالية